# Мамбеев, Садуакас
Садуакас Мамбеев (1898—1958) — военюрист 1-го ранга, народный комиссар юстиции и прокурор КазАССР в 1925—1927 годы.

## Биография
Садуакас Мамбеев родился в 1898 году в поселке Шиели Перовского уезда Сырдарьинской области.
В 1914 году окончил русско-казахскую школу и поступил в высшее училище. В 1918 году был принят на годичные педагогические курсы в Ташкенте.
В 1920 году он становится членом ВКП(б), назначается политкомиссаром Туркестанского наркомпрода по снабжению кочевого населения. 
С декабря 1920 года в Красной армии. В составе 8-й Туркестанской кавалерийской бригады принимал активное участие в борьбе с басмачами. Занимал должность военного комиссара управления коневодства Туркестана. 
В июле 1922 года принят на работу помощником прокурора Сырдарьинской области по Ташкентскому уезду. С марта 1923 года учился на двухгодичных курсах в Москве.
В начале 1925 года прокурор Жетысуской губернии. 
В апреле 1925 года, с образованием Казахской АССР, народный комиссар юстиции и одновременно прокурор республики. 25 ноября 1925 года в г. Кзыл-Орде открылся II общеказахский съезд советских работников юстиции, на котором С. Мамбеев выступил с речью. С. Мамбеев первый, кто на страницах периодических изданий стал затрагивать правовые вопросы, публикуя статьи на казахском и русском языках. С мая 1925 года до января 1926 года С. Мамбеевым было подписано свыше 100 писем в правоохранительные органы, подготовлены комментарии к принимаемым законам, утверждены Инструкция «О методах контроля за следствием», Правила коллегии адвокатов. По его инициативе срок обучения на Центрально-азиатских курсах был продлен на 2 года, а Казахстану было выделено 35 мест; в Кзыл-Орде при комиссариате открыты юридические курсы.
С конца 1927 года член парткомиссий, председатель контрольной комиссии областного партийного комитета.
В 1931 году вновь призывается на военную службу и назначается военным прокурором пограничных и внутренних войск ОГПУ Казахстана.
С 1935 года до 4 февраля 1938 года военный прокурор отдела Среднеазиатского военного округа по Казахстану.
В феврале 1938 года арестован НКВД. 
8 сентября 1939 приговорен коллегией Верховного суда СССР к 10 годам лишения свободы. "Военная коллегия признала доказанным обвинение Мамбеева в преступлениях, предусмотренных ст. ст. 17-58-2, 58-3 и 58-11 УК РСФСР, и приговорила: Мамбеева Садвакаса Сагиндыковича лишить военного знания военюриста 1-го ранга и подвергнуть лишению свободы в ИТЛ сроком на 10 лет с поражением в политических правах и конфискацией имущества. Приговор окончательный, обжалованию не подлежит".
После отбытия этого срока в 1949 году вновь арестован и отправлен на постоянное поселение в Сибирь. 
Определением Военной коллегии Верховного суда СССР от 29 октября 1955 года приговор в отношении С. Мамбеева был отменен и дело прекращено за отсутствием состава преступления. Тогда же было отменено внесудебное решение особого совещания при МГБ СССР от 18 мая 1949 года, которым после отбытия срока наказания по приговору Мамбеев "за принадлежность к антисоветской организации" был определен на бессрочное поселение в северных районах Сибири.
Умер в 1958 году в Красноярском крае.

## Публикации
Муфтах Н. Судьба человека: о Садуакасе Мамбееве, о прокуроре республики/ Закон и время. 1997